# Liste der Träger des Ordens des Marienland-Kreuzes (II. Klasse)
Die Liste führt eine Auswahl von Trägern der II. Klasse des Ordens des Marienland-Kreuzes auf. Unter anderem haben die folgenden Personen seit seiner Stiftung im Jahr 1995 die Auszeichnung erhalten.

## Ordensträger (Auswahl)
| Name                   | Bezeichnung | Verleihungsdatum |
| ---------------------- | ----------- | ---------------- |
| Joaquín Almunia        | Diplomat    | 2. Feb. 2011     |
| Busso von Alvensleben  | Diplomat    | 2. Nov. 2000     |
| Tadeusz Iwiński        | Politiker   | 13. März 2002    |
| Neelie Kroes           | Diplomat    | 2. Feb. 2015     |
| Andreas Meyer-Landrut  | Diplomat    | 8. Feb. 2000     |
| Bernd Nielsen-Stokkeby | Journalist  | 24. Nov. 1995    |
| Janusz Onyszkiewicz    | Politiker   | 6. Feb. 2013     |
| Gunter Pleuger         | Diplomat    | 2. Nov. 2000     |
| Harald Ringstorff      | Politiker   | 2. Nov. 2000     |
| Klaus Scharioth        | Diplomat    | 2. Nov. 2000     |
| Hans Peter Stihl       | Unternehmer | 2. Nov. 2000     |
| Christian Stocks       | Diplomat    | 2. Nov. 2000     |
| Erwin Teufel           | Politiker   | 2. Nov. 2000     |
| Eberhard Diepgen       | Politiker   | 2. Nov. 2000     |